# Fußball-Club 1908 Villingen
Il Fußball-Club 1908 Villingen e.V. è una società calcistica tedesca con sede a Villingen-Schwenningen, nel Baden-Württemberg.

## Storia
Il club fu fondato il 1º ottobre 1908. Fino alla metà degli anni '20 partecipo alla Bezirksliga Baden, il campionato locale di più alto livello. Negli anni '30 la squadra fu retrocessa, ma verso la fine del decennio ci fu il ritorno in massima serie e nel 1935 il difensore del Villingen Hermann Gramlich disputò tre partite con la nazionale tedesca.
Dopo la fine della seconda guerra mondiale tutte le organizzazioni del paese, comprese le associazioni sportive, furono sciolte dagli alleati. Il Villingen fu rifondato poco dopo con il nome di ASV Villingen, prima di tornare al nome usato nell'anteguerra nel 1949. Nel 1951 il Villingen fu promosso in Südbaden Amateurliga (II), vincendo dubito il titolo. Il club vinse il titolo anche nel 1955.
Dopo la stagione 1959-60 il Villingen entrò a far parte nella neonata Amateurliga Schwarzwald-Bodensee (III), dove rimase fino al 1966 quando, vincendo il titolo, fu promosso in Regionalliga Süd. Il Villingen rimase in Regionalliga fino al 1972 quando fu retrocesso in Amateurliga Schwarzwald-Bodensee (III), che vinse nel 1973 e 1974. Dopo la riorganizzazione del campionato di calcio tedesco il Villingen si ritrovò in Südbaden Amateurliga che vinse nel 1976. Negli anni '70 il Villingen vinse per tre volte la Südbadischer Pokal.
Dopo un'altra riorganizzazione dei campionati tedeschi il Villingen fu inserito nella neonata Oberliga Baden-Württemberg (III), dove rimase fino alla retrocessione in Südbaden Verbandsliga (IV) del 1980. Il Villingen vinse la Südbaden Verbandsliga nel 1983 e nel 1985. Il Villingen tornò in Oberliga Baden-Württemberg nel 1994, ma fu subito retrocesso in Verbandliga Südbaden. All'inizio del nuovo millennio la squadra ha fatto su e giù tra la Verbandsliga e l'Oberliga. Attualmente il Villingen partecipa alla Oberliga Baden-Württemberg (V), dopo aver vinto il titolo in Verbandsliga nel 2006.

## Stadio
Il Villingen gioca le sue partite casalinghe al Friedengrund che è stato costruito nel 1960 e ha una capacità di 12.000. Dal 1925-1961 il Villingen aveva giocato al Waldstraße.

## Palmarès
- Badische Bezirksliga campione: 1936
- Amateurliga Südbaden (III) campione: 1951, 1956
- Amateurliga Schwarzwald-Bodensee (III) campione: 1966, 1973, 1974
- Amateurliga Südbaden (III) campione: 1976
- Verbandsliga Südbaden (IV) campione: 1983, 1985
- Verbandsliga Südbaden (V) campione: 2001, 2004, 2006
- Südbadischer Pokal vincitore: 1950, 1974, 1976, 1979, 2005, 2007, 2009

## Stagioni Recenti
| Anno      | Divisione                       | Posi<ione |
| 1999-2000 | Verbandsliga Südbaden (V)       | 7ª        |
| 2000-01   | Verbandsliga Südbaden           | 1ª ↑      |
| 2001-02   | Oberliga Baden-Württemberg (IV) | 14ª       |
| 2002-03   | Oberliga Baden-Württemberg      | 17ª ↓     |
| 2003-04   | Verbandsliga Südbaden (V)       | 1ª ↑      |
| 2004-05   | Oberliga Baden-Württemberg (IV) | 16ª ↓     |
| 2005-06   | Verbandsliga Südbaden (V)       | 1ª ↑      |
| 2006-07   | Oberliga Baden-Württemberg (IV) | 4ª        |
| 2007-08   | Oberliga Baden-Württemberg      | 6ª        |
| 2008-09   | Oberliga Baden-Württemberg (V)  | 12ª       |
| 2009-10   | Oberliga Baden-Württemberg      |           |